# 工作物
工作物（こうさくぶつ） 
1. 材料を加工して作り上げたもの。機械的加工をして組み立てて作ったものは製作品ともいう。
2. 工作/図画工作などでできた作品。
3. 建築関連の法律等で、門・塀・電柱・建物・トンネル・溝渠など、地上または地中に、人工的に製作し設置された建造物等。建築物については建築基準法に定義されており、建物は不動産登記法上の「建物」は建築物よりは対象範囲が狭くされている。本稿ではこれについて解説する。

## 指定工作物
建築基準法第88条第2項 建築基準法施行令第138条第3項では「用途規制が適用される指定工作物」として、用途規則（法48条）を受ける工作物である製造施設、貯蔵施設、遊戯施設、自動車車庫(工作物自動車車庫は、機械式など屋根のないものを指す。屋根を有するものや、屋根がなくても設置面からの高さが8ｍを超えるものは建築物として扱う)、及び処理施設位置の制限（法51条）を受ける汚物処理場、ごみ焼却場等を定めている。

## 工作物の定義と例
特定工作物や電気工作物については、それぞれ関連法規によって定義され、民法での賠償責任の工作物責任においても、工作物の定義がなされている。
過去に国が出した「建設廃棄物処理ガイドライン」では「「工作物」とは、人為的な労作を加えることにより、通常、土地に固定して設置されたものをいう。」としている。
京都市の市街地景観及び眺望景観に関する申請手続では以下の通りの分類区分がある。
第1類工作物
高さが1メートルを超える自動販売機又はこれに類する工作物
水平投影面積の合計が5平方メートルを超える軒先テント又はこれに類する工作物
第2類工作物
携帯電話用のアンテナ，太陽光発電装置 - 建築物に設置する太陽光発電装置は，建築設備（建築物）として扱っている
高さが1．5メートルを超える以下の工作物
垣，柵，塀，擁壁その他これらに類するもの
煙突その他これに類するもの
電波塔，装飾塔，物見塔その他これらに類するもの
高架水槽，サイロその他これらに類するもの
彫像，ブロンズ像その他これらに類するもの
観覧車，コースター，飛行塔その他これらに類するもの
物の製造，貯蔵又は処理の用に供する施設
自動車車庫
高架工作物
高架の鉄道又は道路，跨線橋，跨道橋その他これらに類する高架の工作物
歴史遺産型美観地区内において協議が必要になる工作物
道路，河川又は水路内に建設されるもののうち，以下の工作物
電柱，電線及び変圧塔
公衆電話所，郵便差出箱及び信書便差出箱
案内標識，警戒標識，規制標識及び指示標識並びに道路元標及び里程標
舗装の表層，側溝，街渠，橋りょう，床板，駒止め，柵，街灯及び並木
河床，堰，堤防，護岸，床止めその他これらに類するもの
その他の工作物
上記に記載のない工作物
建築基準法においても、建築物とは別の、一定の高さを超える工作物は確認申請を必要とするため、法第88条第1項に、申請の対象となる工作物（建築基準法施行令第138条）をつぎのとおり示している。
準用工作物（建築基準法施行令第138条第1項の1）
煙突 - 対象となる煙突は、高さが6メートルを超えるもので土地に独立して造られるもの。支枠および支線がある場合には、これを含むが、ストーブの煙突は除かれる。冷暖房用ボイラーのような建築物に付属する煙突は、建築設備となり、建築物の一部として扱われている。
鉄筋コンクリートの柱、鉄柱、木柱など - 申請の対象は高さが15メートルを超えるもので、例としてアマチュア無線用のアンテナ塔などであるが、旗ざおや架空電線路用で電気事業者および卸供給事業者の保安通信設備用のものは除かれている。
広告塔、広告板、装飾塔、記念塔など - 申請の対象は高さが4メートルを超えるもので、広告塔が建築物の外壁面と同一面であったり、パラペット部分を広告面として利用したりする場合、建築物と外観上および構造上において一体の場合は建築物としているが、屋上などに設置する広告塔が建築物と明らかに切り離して一体とみなされない場合は、工作物となる。
高架水槽、サイロ、物見塔 - 申請の対象は高さが8メートルを超えるもので、土地に独立して設けられるものとしている。
擁壁類 - 間知ブロック積み、石積みやRC造、PC造などので申請の対象は高さが2メートルを超えるもので、建築物またはその敷地に関係なく設けられるものを含まれる。
準用工作物（建築基準法施行令第138条第1項の2）
一般交通用を除く、観光用のエレベーター、エスカレーター
ウォーターシュート、コースターなどの高架の遊戯施設
メリーゴーランド、観覧車、飛行塔等などの原動機付回転遊戯施設
また、除外されるものとして示しているのは以下の工作物である。
開発許可を受けた擁壁等 - 宅地造成等規制法第8条第1項及び第12条第1項の許可（宅地造成工事許可）と都市計画法第29条第1項、第2項及び第35条の2第1項の許可(開発行為の許可)および、津波防災地域づくりに関する法律第73条第1項及び第78条第1項の許可を受けなければならない場合(法第88条第4項)
鉄道及び軌道の線路敷地内の運転保安に関するもの - 施行令138条第1項かっこ書きや送電用鉄塔（鉄筋コンクリート造の柱、鉄柱、木柱その他これらに類するもので、架空電線路用並びに電気事業法第2条第１項第十号に規定する電気事業者及び同項第十二号に規定する卸供給事業者の保安通信設備用のもの）
太陽光発電設備 - 電気事業法第2条第1項第十六号に規定する電気工作物である太陽光発電設備で、かつ、架台の下を屋内的用途に供していないもの
浮体式洋上風車 - 船舶安全法第2条第1項の適用を受ける風力発電設備
風力発電設備 - 電気事業法第2条第1項十六号に規定する電気工作物
なお、建築基準法第87条の2、施行令第146条第1項第一号でエレベーター、エスカレーター(但し観光用施設に設けるものは工作物)、法第87条の2令第146条第1項第二号や県建築基準条例施行細則で、法第12条第3項(定期報告が必要な建築設備)の規定により特定行政庁が条例で指定するもの(し尿浄化槽及び合併処理浄化槽を除く)で、例としてエレベーター、エスカレーター、小荷物専用昇降機(個人住宅用ホームエレベーターを除く)定期報告を要する建築物に設置する換気設備・排煙設備・非常用照明装置、
などは建築設備としている。